# Marek Kalus
Marek Kalus (ur. 22 lipca 1993 w Krmelínie) – czeski hokeista.
Jego ojciec Petr (ur. 1966) oraz brat Petr (ur. 1987) także zostali hokeistami.

## Kariera
- HC Hawierzów U18 (2008-2009)
- HC Oceláři Trzyniec U18 (2009-2010)
- HC Oceláři Trzyniec U20 (2010)
- Spokane Chiefs (2010-2013)
- Brandon Wheat Kings (2013)
- HK Dukla Trenczyn (2013)
- Västerviks IK (2013)
- Cracovia (2013-2015)
- HC Hawierzów (2015-2018)
- Orli Znojmo (2018-2019)
- EHC Linz (2019)
- HC Vítkovice (2020-)

Wychowanek klubu HC Hawierzów. Karierę rozwijał w zespołach juniorskich klubu HC Oceláři Trzyniec. Przez trzy sezony występował w kanadyjskich rozgrywkach juniorskich WHL w ramach CHL. Uczestniczył w turnieju mistrzostw świata do lat 17 w 2010.
Od końca listopada 2013 zawodnik Cracovii. W kwietniu przedłużył umowę z klubem. Od lipca 2015 ponownie zawodnik macierzystego klubu z Hawierzowa. W maju 2017 podpisał kontrakt z ekstraligowym HC Vítkovice, po czym nadal pozostał zawodnikiem Hawierzowa, na zasadzie wypożyczenia. Od maja 2018 zawodnik Orli Znojmo. W maju 2019 przeszedł do EHC Linz. W grudniu 2019 był zmuszony poddać się operacji kolana. Na początku grudnia 2020 ogłoszono jego transfer próbny do HC Vítkovice na czas jednego miesiąca z opcją przedłużenia. W marcu 2021 prolongował umowę o rok.

## Sukcesy
Klubowe
- Puchar Polski: 2013 z Cracovią
- Superpuchar Polski: 2014 z Cracovią